# جمهورية أيرلندا
أَيِرْلَنْدَا أو إِرْلَنْدَةُ (بالأيرلندية: Éire) وتُعرف أيضًا باسم جُمْهُورِيَّةُ أَيِرْلَنْدَا أو أَيِرْلَنْدَا-دُبْلِن، دولة في شمال غرب أوروبا تضم 26 من 32 مقاطعة في جزيرة أيرلندا. دبلن هي العاصمة وكبرى المدن، وتقع على الجانب الشرقي من الجزيرة. يقيم نحو ٪40 من تعداد سكان البلاد البالغ خمسة ملايين نسمة في منطقة دبلن العظمى. تتقاسم البلاد ذات السيادة حدودها البرية الوحيدة مع أيرلندا الشمالية (أيرلندا-بلفاست)، التي تشكل جزءًا من المملكة المتحدة، وفي ما عدا ذلك فهي محاطة بالمحيط الأطلسي، والبحر الكلتي في الجنوب، وقناة سانت جورج في الجنوب الشرقي، والبحر الأيرلندي في الشرق. هي جمهورية مركزية برلمانية. تتألف الهيئة التشريعية، الأويرياشتاس، من مجلس أدنى، دويل أيرن، ومجلس أعلى، سياناد أيرن، ورئيس مُنتخب أوياشتاران الذي يشغل منصب رأس الدولة الشرفي إلى حد بعيد، لكن مع بعض السلطات والواجبات الهامة. رئيس الحكومة هو ال (تي شاك) (رئيس الوزراء، والمعنى الحرفي للكلمة هو ’زعيم‘، وهو لقب لا يُستخدم في اللغة الإنجليزية)، والذي ينتخبه الدويل ويُعينه الرئيس؛ ويعيّن التيشخ بدوره بقية وزراء الحكومة.
أُنشئت الدولة الأيرلندية الحرة، بمرتبة دومينيون، في عام 1922 عقب المعاهدة الإنجليزية الأيرلندية. في عام 1937، اعتُمد دستور جديد، وفيه سُميت الدولة «أيرلندا» وصارت عمليًا جمهورية لها رئيس منتخب غير تنفيذي. أُعلنت رسميًا جمهورية في عام 1949، عقب مرسوم جمهورية أيرلندا لعام 1948. صارت أيرلندا عضوًا في الأمم المتحدة في ديسمبر 1955. انضمت إلى المجموعات الأوروبية (إي سي)، سالفة الاتحاد الأوروبي، في 1973. لم تربط البلاد أي علاقات رسمية بأيرلندا الشمالية لمعظم القرن العشرين، لكن في الثمانينيات والتسعينيات، عملَت الحكومتان البريطانية والأيرلندية مع أحزاب أيرلندا الشمالية على حل المشاكل. منذ توقيع اتفاقية الجمعة العظيمة في 1998، تعاونت الحكومة الأيرلندية والسلطة التنفيذية لأيرلندا الشمالية في عدد من المجالات السياسية ضمن إطار المجلس الوزاري الشمالي الجنوبي الذي أنشأته الاتفاقية.
يتمركز أحد المراكز المالية الرئيسة في أوروبا حول دبلن. تحتل أيرلندا مرتبةً بين أثرى الدول في العالم من حيث نصيب الفرد من الناتج المحلي الإجمالي، على الرغم من أن هذا يُعزى جزئيًا إلى التشوهات الناجمة عن ممارسات الانعكاس الضريبي لمختلف الشركات متعددة الجنسيات العاملة في أيرلندا. اعتبارًا من عام 2017، سن البنك المركزي الأيرلندي الدخل القومي الإجمالي المعدّل (جي إن آي*)، ذلك أن الانحراف المعياري اعتُبر مشوهًا ماديًا أكثر مما يبنغي ليقيس الاقتصاد الأيرلندي أو يمثله. بعد الانضمام إلى الإي سي، سنّت حكومة البلاد سلسلة من السياسات الاقتصادية اللبرالية التي أسفرت عن النمو الاقتصادي بين عامي 1995 و 2007 والتي صارت تعرف الآن بفترة النمر الكلتيّ، قبل انعكاسها اللاحق خلال الركود الكبير.
باعتبارها بلدًا متقدمًا، تقدم أيرلندا أداء جيدًا في العديد من مقاييس الأداء الوطنية بما في ذلك الرعاية الصحية والحرية الاقتصادية وحرية الخطاب. أيرلندا عضو في الاتحاد الأوروبي، وعضو مؤسس في منظمة مجلس أوروبا ومنظمة التعاون الاقتصادي والتنمية. تبعت الحكومة الأيرلندية سياسة حيادٍ عسكري من خلال عدم الانحياز منذ ما قبل الحرب العالمية الثانية مباشرة وبالتالي فالبلاد ليست عضوًا في الناتو، رغم أنها عضو في الشراكة من أجل السلام وعناصر البيسكو.

## اسمها
ينحدر الاسم الأيرلندي لأيرلندا، آيري، من الكلمة الأيرلندية القديمة: إيريو، وهو اسم الربة في الميثولوجيا الأيرلندية.
لُقبت دولةُ عام 1922، التي ضمت 26 من 32 مقاطعة في أيرلندا، «بالدولة الأيرلندية الحرة» وأصبحت تُعرف بهذا الاسم. ينص دستور أيرلندا، الذي اعتُمد في عام 1937، أن «اسم الدولة هو آيري، أو، باللغة الإنجليزية: أيرلندا». تنص المادة الثانية من مرسوم جمهورية أيرلندا لعام 1948 على ما يلي: يُعلن بموجب هذا أن وصف الدولة سيكون جمهورية أيرلندا». لا يسمي مرسوم 1948 الدولة «جمهورية أيرلندا»، لأن فعل ذلك سيضعها في تعارض مع الدستور.
استخدمت حكومة المملكة المتحدة اسم «آيري» (من دون الشكلة) ومنذ عام 1949، اسم «جمهورية أيرلندا» للدولة، ولم يُستخدم اسم «أيرلندا» حتى اتفاقية الجمعة العظيمة في عام 1998.
بالإضافة «لأيرلندا» و«آيري» و«جمهورية أيرلندا»، أُشير للبلاد أيضًا باسم «الجمهورية» و«أيرلندا الجنوبية» و«الجنوب». في سياق أيرلندي جمهوري، غالبًا ما يُشار إليها باسم «الدولة الحرة» أو «المقاطعات الست والعشرون».

## التاريخ
لتاريخ أيرلندا سمات عدة، أولاها أنه تأثر بموقعها الجغرافي بالنسبة للقارة الأوروبية، وثانيتها صلتها بإنجلترا التي حاولت السيطرة عليها ومقاومة أهلها لذلك، وثالثتها الحروب المدمرة التي شهدتها أيرلندا، ورابعتها الاضطهاد الديني والسياسي فيها، وآخرها الأزمات الاقتصادية التي تعرضت لها وجعلت كثيرا من أهلها يهاجرون إلى بلدان أخرى. تعرضت أيرلندا لعدة هجرات في فترة ما قبل الميلاد كانت أولاها عام 6000 ق م عندما جاءها قوم من أسكتلندا واستوطنوها. ثم هجرات أخرى لأقوام آخرين عام 3000 ق م، وكذلك عام 2000 ق م وعام 400 ق م. وقد ترك كل من أولئك المهاجرين بصماتهم على تاريخ أيرلندا القديم. بدأت المسيحية في البلاد في القرن السادس الميلادي على يد القديس باتريك في منتصف القرن العاشر بعدها قام النورمانيون بالاستيلاء على معظم أراضي الجزيرة. بدأ حكم الملك هنري الثاني على أيرلندا منذ سنة 1172، بينما بدأت السيطرة البريطانية في سنة 1534، تبعها قمع السكان الكاثوليك. انضمت أيرلندا للمملكة المتحدة سنة 1801. في عيد الفصح سنة 1916 قام الراديكاليون بثورة ضد الإنجليز ولكنها فشلت وتم إعدام معظم قادتها. قسمت بريطانيا الجزيرة سنة 1921 إلى جزئين جنوبي وشمالي، وفي عام 1922 أُعلن استقلال أيرلندا بدون الجزء الشمالي منها مما أدي إلى نشوب حرب أهلية حتى العام المقبل بين المعتدلين والراديكاليين. بقيت مسألة أيرلندا (ذات الأغلبية الكاثولكية) وفصلها عن جزئها الشمالي (ذات الأغلبية البروتستانتينة) منها هي الشاغل الأول والأخير لتاريخ أيرلندا الحديث حتى يومنا هذا. التيار الراديكالي المُمثل من قبل الحزب الراديكالي الوطني الاستقلالي (شين فين)، الذي أُسس في سنة 1905 والذي يطالب بتوحيد الجزيرة، وأحزاب أخرى قاموا بقيادة الثورات ضد الحكومة الموالية لبريطانيا والجيش البريطاني. أُعلنت الجمهورية الأيرلندية سنة 1937 من جانب واحد، بريطانيا اعترفت بها. بقيت أيرلندا مُحايدة في الحرب العالمية الثانية (1939-1945). كانت عضو مؤسس سنة 1948 في المنظمة الأوروبية (OEEC) وسنة 1949 في مجلس أوروبا، الذي سبقه خروج أيرلندا من اتحاد الكومونولث. بدأ الجيش الجمهوري الأيرلندي (الذراع العسكري للحزب الشون فين) الكفاح المُسلح سنة 1955 لتوحيد الجزيرة، الذي ساهم باشتعال الحرب الأهلية في الشمال سنة 1968 بين المناصرين للوحدة مع الجنوب (الكاثوليك) والمعارضين لها (البروتستانت)، والتي استمرت بدورها إلى سنة 1998. انضمت أيرلندا سنة 1973 إلى للمجموعة الأوروبية، سنة 1993 للاتحاد الأوروبي وسنة 1999 إلى الاتحاد الأوروبي التجاري الذي أدخل العملة الموحدة اليورو لاحقاً. أعلنت كل من بريطانيا وأيرلندا سنة 1993 أحقية «كل» سكان أيرلندا بتقرير مصيرهم والدعوة إلى بدء محادثات سلام عامة. على اثر ذلك أعلن الجيش الجمهوري الأيرلندي في العام المُقبل وقف عملياته العسكرية من جانب واحد، شرعت المنظمات العسكرية البروتستانتينية بعمل المثل. في خضم هذه الأحداث قام الرئيس الأيرلندي روبنسون (Robinson) عام 1996 بأول زيارة يقوم بها رئيس أيرلندي إلى بريطانيا. أدى توقيع اتفاق السلام بين كل من أيرلندا، شمال أيرلندا وبريطانيا سنة 1998 إلى إنهاء الحرب الأهلية في شمال أيرلندا وإلى تشكيل حكومة لأول مرة في أيرلندا الشمالية سنة 1999. محادثات السلام ما زالت قائمة حتى اليوم.

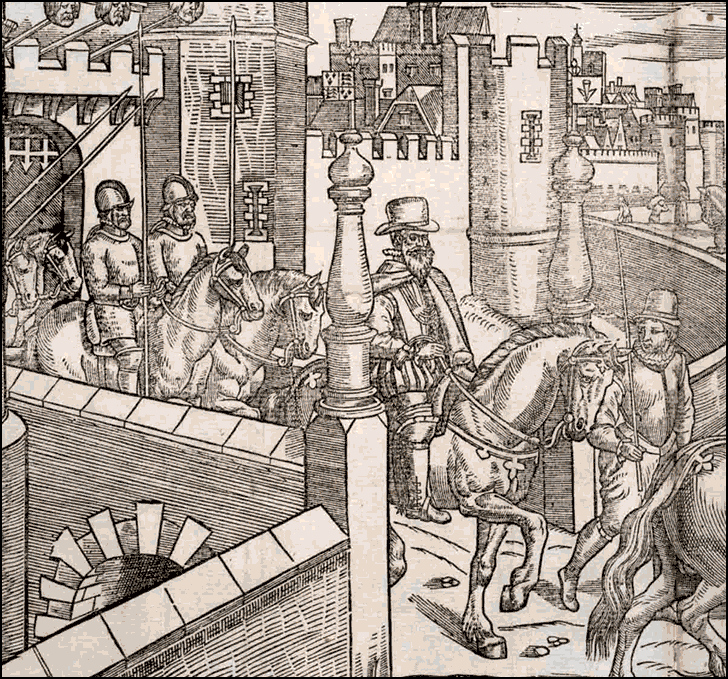
السير هنري سيدني، برفقة قوة مسلحة، ينطلق من قلعة دبلن للتقدم من خلال أيرلندا. التفاصيل من لوحة في الصورة، من قبل جون ديريك (لندن، 1581).

## الجغرافيا
تتكاثر السهول في وسط البلاد، التي تحيطها هضاب كلما اتجهنا جهة البحر ويتخللها عدد كبير من البحيرات. نهر شانون، الذي يخترق البلاد من الشمال إلى الجنوب، هو أطول أنهر البلاد، كما أن بحيرة لوغ نيغ (Lough Neagh) هي أكبر البحيرات. هناك العديد من المحميات الطبيعية في أيرلندا، وهناك معالم جغرافية رائعة مثل أجراف موهر على المحيط الأطلسي في مقاطعة كلير. تقع أيرلندا في الجزء الشمالي الغربي من القارة الأوروبية، شمال المحيط الأطلنطي، يفصل بينها وبين بريطانيا البحر الأيرلندي.

### المناخ

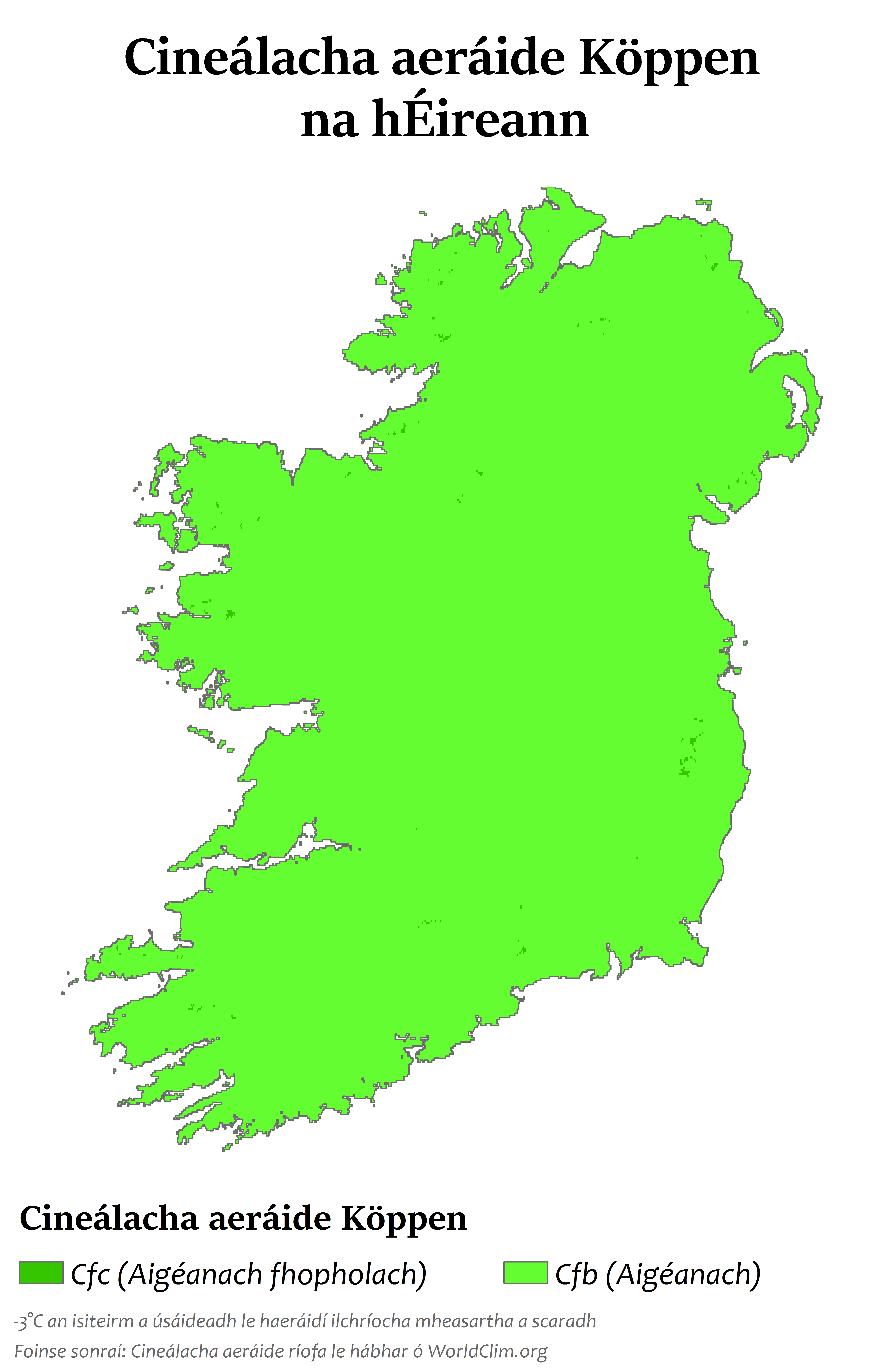
خريطة تصنيف كوبن للمناخ في جمهورية أيرلندا

مناخ أيرلندا بارد في الشتاء مع وصول درجات الحرارة إلى مستوى التجمد في بقاع كثيرة من البلاد، ومعتدل البرودة في الصيف مع تساقط شبه يومي للأمطار التي تتساقط معظم شهور السنة. ويتأثر مناخ أيرلندا بشكل كبير بالرياح الغربية الآتية من المحيط الأطلسي، وحالة الطقس اليومية في أيرلندا من أكثر الطقوس تقلبا على مستوى العالم ويصعب في فترات متفرقة خلال السنة التنبؤ بحالتها.

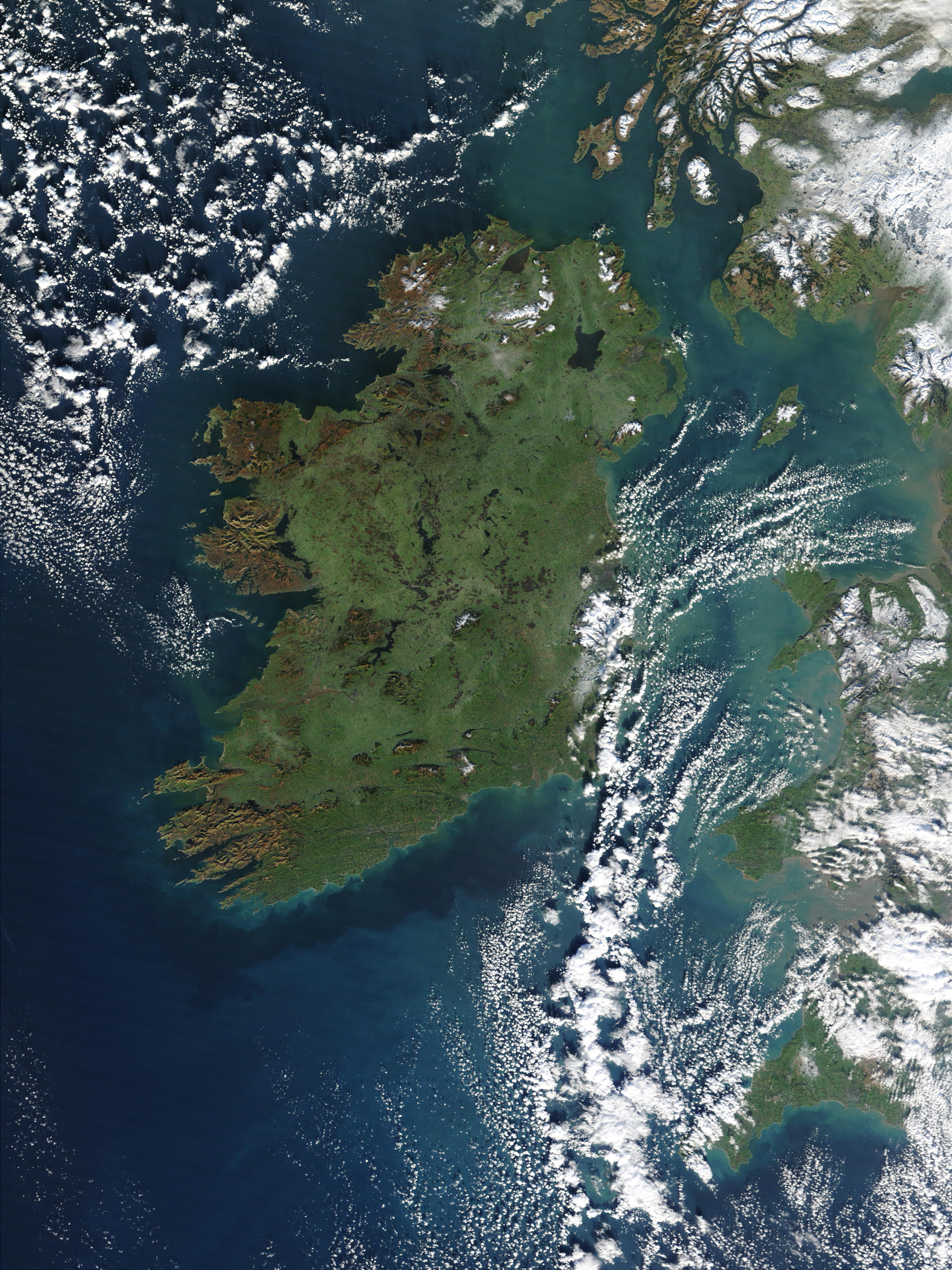
صورة بالأقمار الصناعية

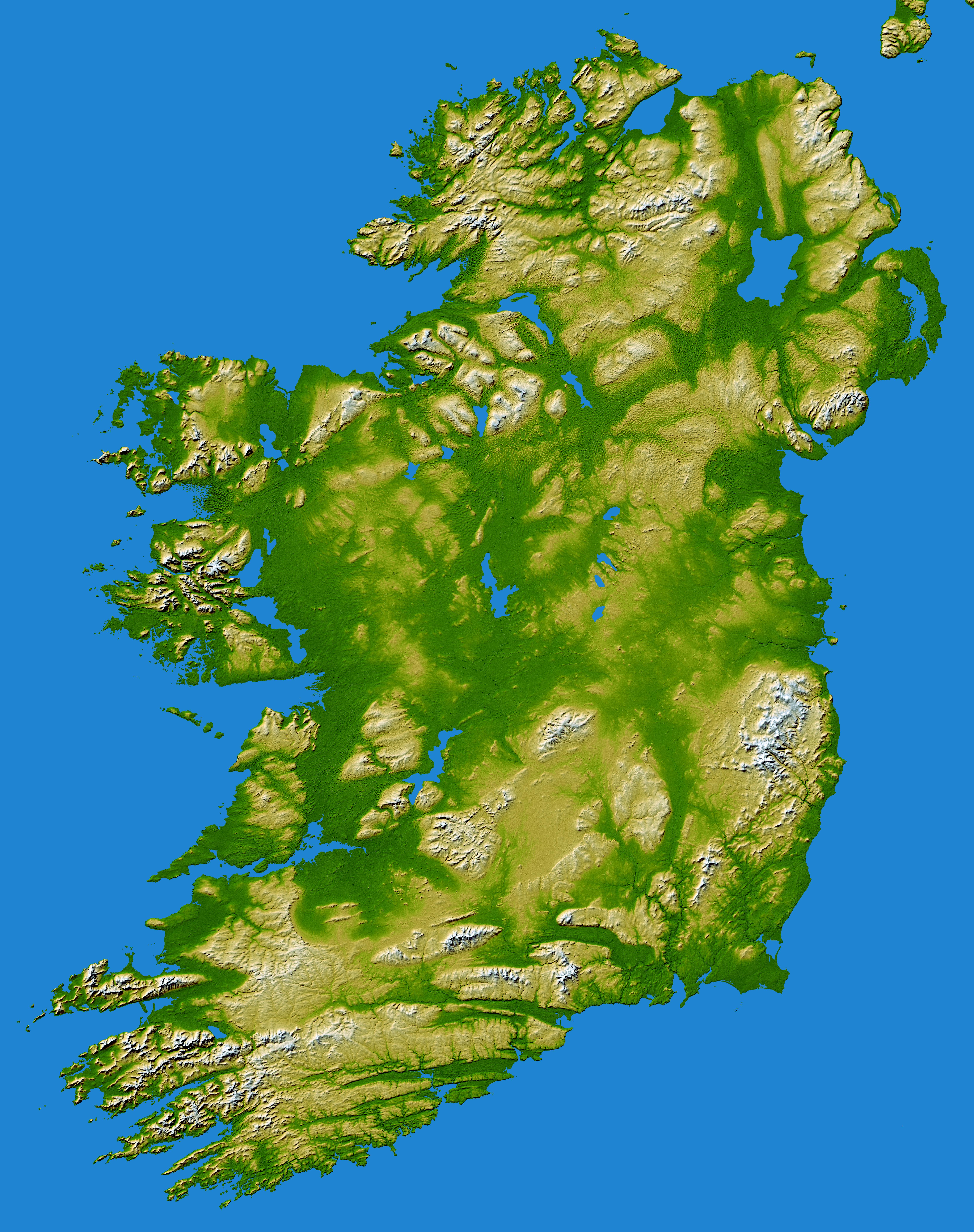
خريطة طوبوغرافية

### الأرض
تحتل أراضي جمهورية أيرلندا 3/4 من أراضي الجزيرة الأيرلندية، ويغلب عليها المظهر المستوي، وتتناثر المرتفعات في القسم الشرقي والجنوبي من أيرلندا، وتنبسط الأراضي في الجزئين الأوسط والغربي، وتبلغ أقصى انخفاض لها في المنطقة الوسط حيث تنتشر بعض البحيرات.

## السكان
ينتمي سكان أيرلندا إلى قومية الأيريش Irish ويسمون بيـ أيريش-مان، وهم ينحدرون من الأصول الكلتية. أصول معظم السكان هي كلتية، بينما هناك أيضاً أصول إنجليزية. ترتفع كثافتهم في الشرق والجنوب، وحوالي ثلث السكان في منطقة العاصمة، والنشاط البشري يتمثل في الزراعة والرعي، والتعدين، والأخشاب، وبعض الصناعات الخفيفة، وأهم الغلات الزراعية القمح، والشعير، والشوفان، والبنجر، والثروة الحيوانية تتكون من الأبقار (7 ملايين رأس) والأغنام (4 ملايين رأس)، وتنتج الفحم والغاز الطبيعي، والرصاص، والزنك، والفضة.
حيث أن عدد سكان أيرلندا حسب التعداد السكاني لعام 2018 بلغ 4,857,000 مليون نسمة.

### اللغة
اللغتان الرسميتان هما الأيرلندية (الغيلية) والإنجليزية، تعد الأخيرة اللغة الرسمية الثانية في البلاد، تعلّم الأيرلندية في المدارس هو إجباري بينما الإنجليزية فقط في المراحل الأولى. وذلك لأسباب وطنية.

### الديانة
يتبع حوالي 92% من الأيرلنديين الديانة المسيحية الكاثوليكية. تعرف الكنيسة الكاثوليكية في أيرلندا بقوتها وتزمتها في بعض الأمور . على سبيل المثال، تم فقط سنة 1995 السماح بالطلاق، حيث أن ذلك ممنوع بين الكاثوليك. كما أن الإجهاض كان ممنوعا حتى سُمِحَ به في العام 2018 بعد استفتاء شعبي.

### الأعياد والعطلات الرسمية
العطل الرسمية هي رأس السنة الميلادية (الأول من كانون الثاني/يناير)، أول اثنين من شباط/فبراير، عيد القديس باترك (17 آذار/مارس)، عيد الفصح، أول اثنين من أيار/مايو، أول اثنين من حزيران/يونيو، أول اثنين من آب/اغسطس، آخر اثنين من تشرين الأول/أكتوبر، ليلة وعيد الميلاد المجيد (25-26 كانون الأول/ديسمبر).

## السياسة

### النظام السياسي
أيرلندا تتبع نظام برلماني ديمقراطي. رئيس دولة يتم انتخابه كل سبع سنوات مباشرة من الشعب. يستطيع تمديد ولايته مرتين فقط. الرئيس له رئاسة فخرية ولا يملك سلطة القرار في كثير من الأمور أهمها السياسة الخارجية. رئيس الوزراء هو رئيس الحكومة المكونة من 15 وزيراً، عادةً يكون زعيم أقوى حزب قد فاز بالانتخابات البرلمانية. البرلمان الأيرلندي (Oireachtas) يتكون من مجلسين اثنين: الأعيان (Seanad Éireann) والنواب (Dáil Éireann). مجلس الأعيان يتكون من 60 عضواً يتم ترشيحهم من رئيس الوزراء ومن مختلف المنظمات. مجلس النواب يتكون من 166 نائباً. عدد الأعضاء يعتمد على عدد سكان البلاد. الانتخابات النيابية تجري كل خمس سنوات. أهم الأحزاب السياسية في أيرلندا هي:
- فيانا فيل (Fianna Fáil) وفين غايل (Fine Gael) (أكبر أحزاب البلاد)
- شين فين (Sinn Féin) (أقدم حزب)
- الخضر
- العمال
- الديمقراطيين التقدميين

### السياسة الخارجية
طغى النزاع حول أيرلندا الشمالية على سياسة أيرلندا الخارجية وخاصة مع بريطانيا. بانضمامها للمجموعة الأوروبية سنة 1973 ولاحقاً لمعظم القرارات الأوروبية المشتركة أدى لخروجها بعض الشيء من الظل البريطاني.

### التقسيمات الادارية
تقسم أيرلندا إلى 4 مقاطعات كبيرة التي بدورها تنقسم إلى 32 مديرية. المقاطعات الأربع هم:
1. كوناكت
2. لاينستر
3. مونستر
4. أولستر

### أهم المدن
دبلن هي عاصمة أيرلندا وأكبر مدنها، بلغ عدد سكانها 499,156 نسمة سنة 2005. المدن المهمة الأخرى هي كورك (119,418 نسمة/عام 2005)، غالواي (74,782 نسمة/سنة 2005)، ليميريك (54,226 نسمة/سنة 2005)، واترفورد (46,634 نسمة/سنة 2005) وسوردس (33,297 نسمة/سنة 2005).

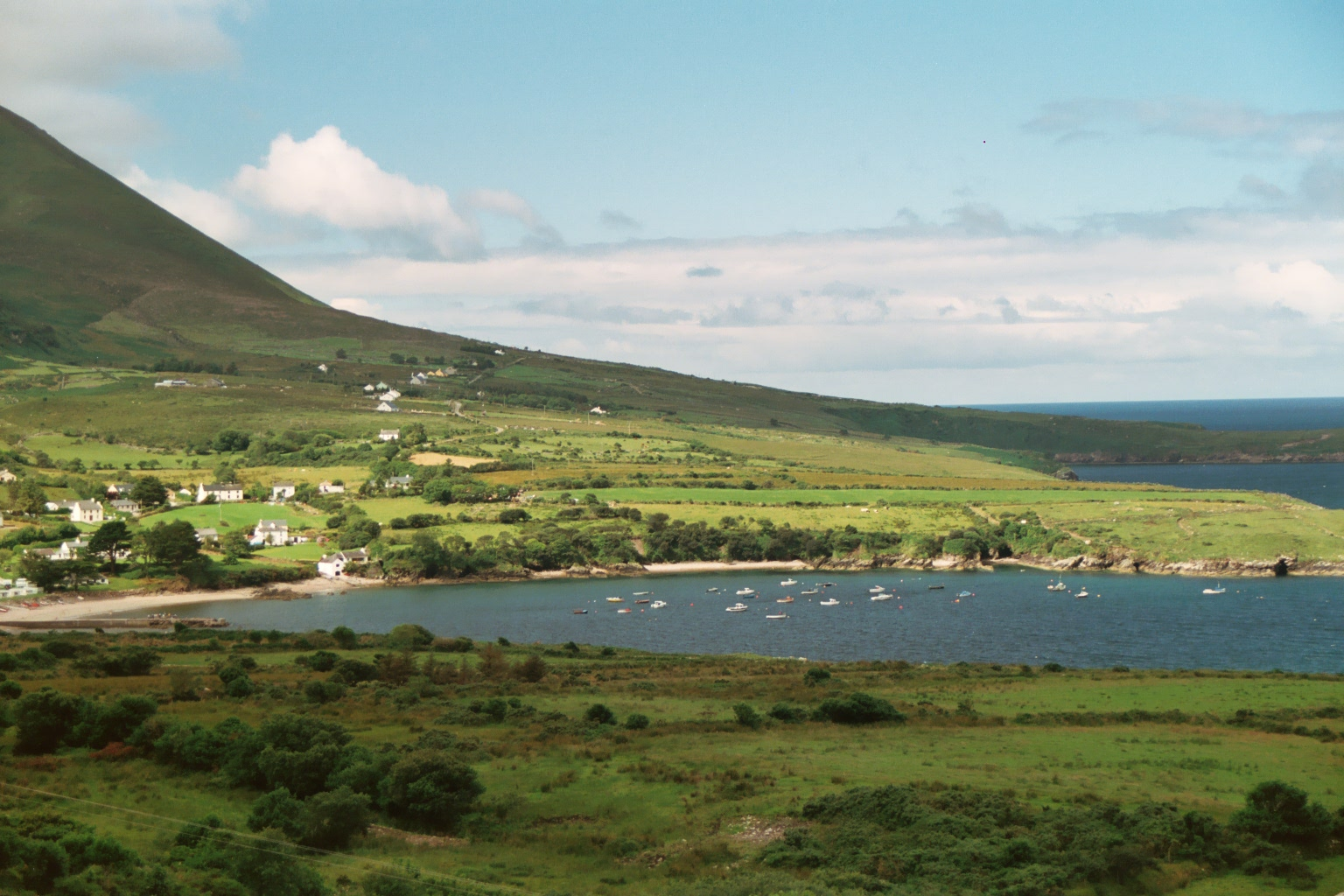
خليج كيلس

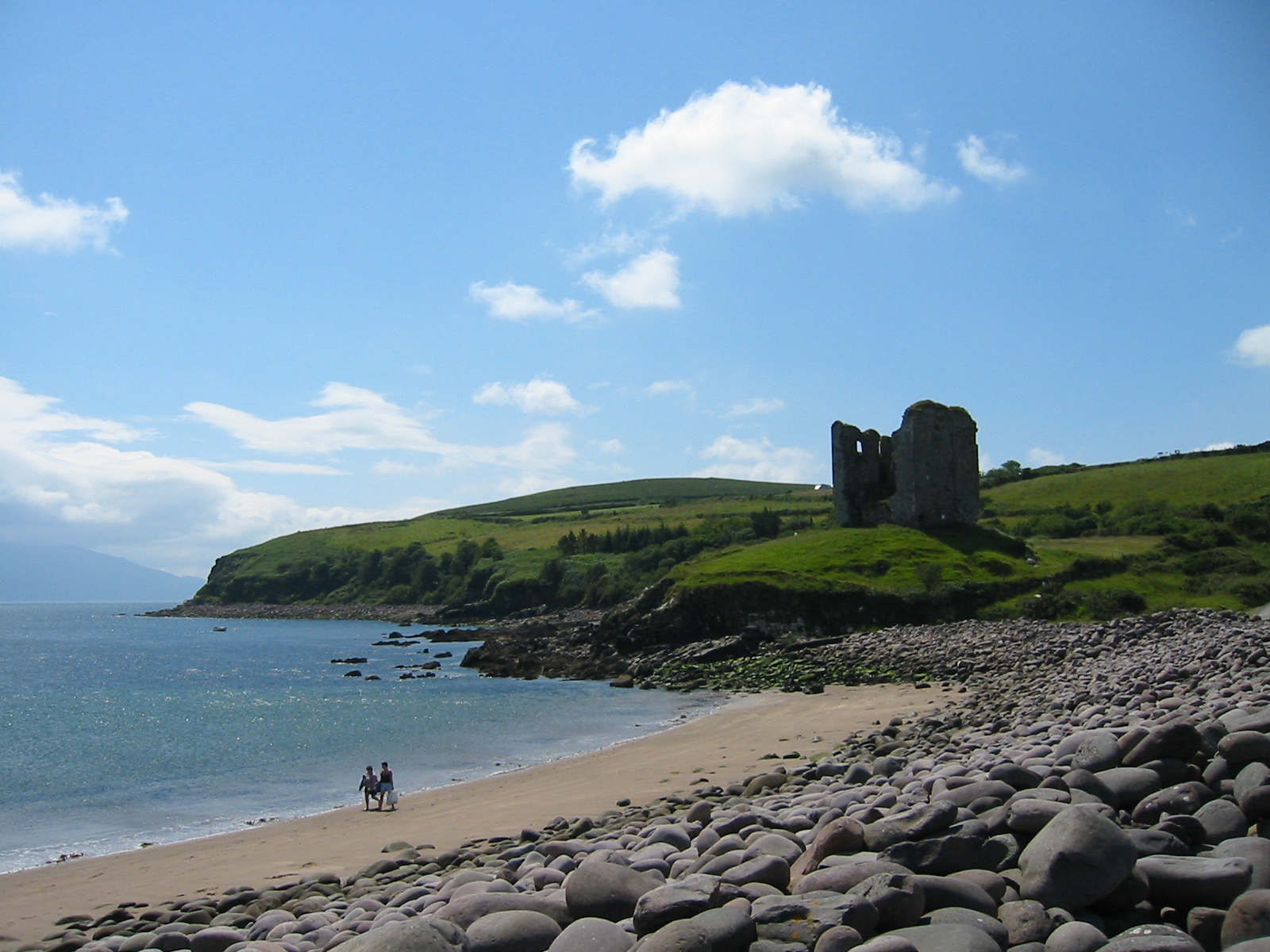
قلعة مينارد

## الاقتصاد

### الزراعة
السوق الأيرلندي صغير مقارنة مع مثيلاته في أوروبا ولكنه يتمتع بنمو عالي ومستقر. حيث بلغ في الأعوام 1995 - 2000 نسبة 10%. دخل الفرد الأيرلندي نسبة إلى الناتج الإجمالي العام هو رابع أعلى دخل بالعالم، حيث بلغ حوالي 40 ألف دولار أمريكي عام 2005. الزراعة، التي كانت يوماً ما أهم قطاعات الاقتصاد، تأتي بالمرتبة الثانية بعد الصناعة، تشكل 38% من الناتج الإجمالي للبلاد و 80% من الصادرات وتشغل 28% من السكان.

### الصناعات
صناعة البرمجيات جعلت من أيرلندا أكبر مصدر للبرامج والخدمات المتعلقة بالبرمجيات (Software) في العالم.

### المعادن
أهم الموارد الطبيعة هي الرصاص، الجبس، الحجر الكلسي والخارصين.

## الجيش
ينطوي الجيش، على الخدمة البحرية، وسلاح الجو وقوة الدفاع. انه صغير ولكنه مجهز تجهيزا جيدا، مع عدد أفراد تقريبا يبلغ 10000 عسكري بدوام كامل. وهذا يرجع أساسا إلى سياسة أيرلندا الحيادية. تنشر قوات الدفاع لإعطاء المساعدات لعمليات السلطة المدنية، وحماية دورية للمياه الإقليمية والمنطقة الاقتصادية الخالصة الأيرلندية عبر البحرية الأيرلندية، والأمم المتحدة والاتحاد الأوروبي، والشراكة من أجل السلام بعثات حفظ السلام. ويخدم أكثر من 40000 من الجنود الأيرلنديين في بعثات حفظ السلام للأمم المتحدة.

## الثقافة
تشتهر أيرلندا بثقافتها الكلتية وخاصة الموسيقى الأيرلندية. رغم قلة عدد سكان أيرلندا فإن الثقافة الأيرلندية تمكنت من الانتشار في أوروبا والعالم برغم التأثير الكبير للثقافة الإنجليزية المجاورة. يرجع الفضل إلى ذلك إلى العديد من مشاهير أيرلندا كعشرات الأدباء الأيرلنديين العظام، منهم: برنارد شو (Shaw)، أوسكار وايلد (Wilde) وجورج باركلي (Barkley). هناك أيضاً عدد من مشاهير مغنيين البوب يأتون من أيرلندا مثل ذا كورس (The Corrs)، يو تو (U2) وكيلتك وومان.

## الطعام
يستند المطبخ الأيرلندي التقليدي على اللحوم ومنتجات الألبان، وتكمله الخضروات والمأكولات البحرية. وتشكل البطاطا أساس الكثير من الاطباق التقليدية الأيرلندية بعد ظهورها في القرن 16. ومن المأكولات الشعبية الإيرلندية على سبيل المثال نذكر، بوكستي الأيرلندية، كولكانون، كودل، الحساء ولحم الخنزير المقدد والملفوف. تشتهر أيرلندا الأيرلندي بوجبة الفطور الكاملة، التي تشمل وجبة طعام مقلي أو مشوي وتتألف عادة من لحم الخنزير المقدد والبيض والنقانق، والحلوى، والطماطم المقلية. وبصرف النظر عن التأثير الكبير من الأطباق الأوروبية والدولية، ظهر مؤخرا الكثير من المأكولات الأيرلندية الجديدة المعتمدة على المكونات التقليدية من خلال طرق جديدة. ويستند هذا المطبخ على الخضروات الطازجة والسمك والمحار وبلح البحر وأنواع المحار الأخرى، بالإضافة إلى مجموعة واسعة من الأجبان المصنوعة يدويا التي يجري إنتاجها في جميع أنحاء البلاد. وقد زادت شعبية المحار، ولا سيما بسبب الجودة العالية للمحار القادم من الخط الساحلي للبلاد. أما الأسماك الأكثر شعبية فتضم سمك السلمون وسمك القد. اما الخبز التقليدي وتشمل الخبز والخبز الصودا قمحي. بارمبراك هو الخبز مع الكشمش واليست المضافة والزبيب. المشروبات الشعبية اليومية بين الأيرلندية تشمل الشاي والقهوة. المشروبات الكحولية المرتبطة أيرلندا تشمل Poitín ومشروب غينيس الشهير، وهو قوي البنية الجافة التي نشأت في مصنع الجعة من موسوعة جينيس آرثر في بوابة سانت جيمس في دبلن. الويسكي الأيرلندي هو أيضا شعبية في جميع أنحاء البلد، ويأتي في أشكال مختلفة، بما في ذلك واحدة من الحبوب والشعير واحد ويسكي المخلوطة

## التعليم
النظام التعليمي في أيرلندا شبيه بالأنظمة الأوروبية الأخرى. هناك التعليم الابتدائي، الثانوي والعالي. أهم جامعات البلاد هي كلية ترينتي، جامعة مدينة دبلن، معهد دبلن للتكنولوجيا، جامعة أيرلندا الوطنية، جامعة دبلن وجامعة ليميريك، جامعة كورك، جامعة جالواي، وكلية التقنية في مدينة تريلي (ITT) والكلية الملكية للجراحين في أيرلندا (RCSI)، وهذه الأخيرة قامت بمد فروع لها عبر المحيط في البحرين وبننج ماليزيا.
هذا ويعتمد اقتصاد جمهورية أيرلندا جزئيا على التعليم حيث تنتشر العديد من المعاهد والكليات والجامعات في مختلف المدن والتي تقدم دورات لتعليم اللغة الإنجليزية للأجانب وإدارة الأعمال والمحاسبة والفندقة والتمريض وما إلى ذلك، ويعتمد القبول في التخصصات المختلفة غير اللغة الإنجليزية على اجتياز اختبار الآيلتس بالدرجة التي تحددها كل جهة تعليمية.

## النقل والمواصلات

### النقل العام

#### الحافلات
توجد في العاصمة دبلن شبكة ممتازة ومنظمة من الحافلات المتطورة والتي تخدم مختلف شرائح المجتمع بما في ذلك كبار السن وذوي الاحتياجات الخاصة بكل سهولة ويسر، ففي دبلن تجد شركة دبلن باص (Dublin Bus) والتي توفر نقل لمختلف مناطق العاصمة دبلن، وتقدم هذه الشركة خدمات وحافلات خاصة بأسعار مناسبة لوجهات خاصة مثل: خط المطار (إير لنك) Airlink وهو خدمة سريعة للباص على مدار الساعة من مركز المدينة ومحطات القطار الرئيسة في دبلن وإلى المطار. رحلة باص دبلن (دبلن باص تور) Dublin bus tour وهذا الباص يأخذك في جولة حول أهم المعالم السياحية الموجودة في العاصمة وتستطيع أن تنزل من الباص في أي نقطة من نقاط توقفه المحددة لتشاهد ما تريده ثم تعود لخط الباص مرة أخرى بنفس تذكرتك التي تكون صالحة لمدة 24 ساعة مع العلم بأنك ستجد الباص في نقطة التوقف خلال أقل من 15 دقيقة من نقاط التوقف البالغ عددها 23 نقطة حيث أنك ستجد العديد من الحافلات المتخصصة لهذا الغرض فقط. باص الساحل الشمالي والقلاع (نورث كوست آند كاسل) Dublin Tour - North Coast & Castle حيث أنه مخصص أيضا لغرض السياحة ليأخذك في جولة على شواطئ البلاد الشمالية والقلاع القديمة الأثرية المنتشرة في الشمال. باص الساحل الجنوبي والحدائق (ساوث كوست اند جاردنز) Dublin Tour - South Coast & Gardens حيث أنه مخصص كذلك لغرض السياحة ليأخذك في جولة على شواطئ البلاد الجنوبية والحدائق المنتشرة فيه. باص الأشباح (جوست باص) Dublin Tour - GhostBus حيت أنه مخصص لعشاق الإثارة والمغامرات والتشويق.
في مدينة كورك ومدينة ليمرك توفر شركة (Iarnród Éireann) شبكة النقل داخل المدينة.
هذا وتوفر وسائل النقل العامة والسكك الحديدية خصما خاصا للطلاب دون استثناء في حالة حصولهم على بطاقة الطالب الخاصة بتخفيض أسعار النقل والتي تكون فعالة لمدة سنة كاملة بملغ زهيد وقدره 12 يورو فقط.
–والحافلات في أيرلندا يوجد نوعان: مسالمة للبيئة ومضرة للبيئة.

#### Luas
ويوجد في دبلن خط الترام (Luas) والذي يوفر خدمة توصيل بالغة الدقة في التوقيت المحدد والذي يخدم سكان المناطق البعيدة والقريبة في مركز مدينة دبلن بإمكاننا القول بأنه شبيه بمترو الأنفاق ولكنه أصغر وفوق الأرض كذلك.

#### DART
من وسائل النقل أيضا في العاصمة دبلن الدارت (DART) التابع لشركة (Iarnród Éireann) الذي ينطلق من محطة كونولي (Connolly) في دبلن، وهو قطار كهربائي يوفر خدمة النقل من القرى القريبة من دبلن وإليها ويجري حاليا التوسع في خدمات الدارت ليكون تحت الأرض وبذلك تكون دبلن مدعمة بشبكة نقل داخلي مريحة تستطيع أن تخدم في عام 2018 م أكثر من 100 مليون راكب.

#### سيارات الأجرة
تتوفر سيارات الأجرة في معظم مدن وقرى البلاد صغيرها وكبيرها تستطيع الاتصال بهم في أي وقت لتحدد موقعك فيأتي لك في حدود 10 دقائق مجهز معظمها بجهاز تحديد المواقع.

### السكك الحديدية
تتمتع البلاد في الشرق بشبكة طرق وقطارات جيدة بينما بقل تعدادها في الغرب. السكك الحديدية تديرهما شركة القطارات الأيرلندية (Iarnród Éireann) الشبه حكومية وتوفر النقل لمعظم المدن الرئيسية في الدولة بل ويوجد خط يأخذك إلى بلفاست عاصمة مقاطعة أيرلندا الشمالية التابعة للمملكة المتحدة.

### الرحلات الجوية
يوجد ثلاث مطارات دولية في كل من دبلن، شانون وكورك. ويعد مطار شانون الواقع على المحيط الأطلسي غرب أيرلندا نقطة توقف رئيسية للعديد من شركات الطيران العالمية التي توفر رحلات إلى الولايات المتحدة وكندا حيث يتم التزود بالوقود فيه، ويوجد العديد من المطارات الداخلية والإقليمية كذلك، إير لينغوس (Air Lingus) هي شركة الخطوط الجوية الوطنية، كما أن هناك العديد من شركات الطيران ذو التذاكر المنخفضة الأسعار مثل رايان أير (Ryan air) التي تمتلك بعض المطارات الإقليمية الصغيرة ذات الوجهة الرئيسية لبريطانيا وبعض الدول الأوروبية كفرنسا وألمانيا وبولندا مثل مطار كيري.

### الموانئ
أهم الموانئ البحرية هي روسلار، ليميريك، دبلن وكورك. هناك عبارات تبحر يومياً إلى بريطانيا.

## الإعلام والاتصالات
يوجد في أيرلندا أربعة محطات تليفزيونية (RTE1 و RTE2 و TV3 و TG4) وثلاثة صحف وطنية (The Irish Times وIrish Independent و Irish Examiner)
شبكة الاتصال السلكية المتوفرة هي:
إيركوم (eircom)
وشبكات الاتصال اللاسلكية المتوفرة للهواتف النقالة كما يلي هي:
شبكات عالمية معروفة للهواتف الذكية مشغلة للجيل الثالث
فودافون، أو 2 (O2)، ثري (3)، ميتيور (meteor)
شبكات تجارية للاتصال لا تشغل خدمات الجيل الثالث
تيسكو (TESCO)
شبكة لاسلكية جديدة تحت الإنشاء والتسويق
إيركوم (eircom)
هذا ويوجد في أيرلندا العديد من الشركات المشغلة لخدمات الإنترنت مثل:
إيركوم (eircom)
يو بي سي (UPC)

## حقوق الإنسان
تشتمل حقوق الإنسان في جمهورية أيرلندا إلى عدة أقسام منها كالآتي.
• الرعاية الاجتماعية (Social Welfare) وعملها تخدم الناس غير القادرين عن العمل والذين لم يجدوا عملاً مناسباً وتتفرع إلى عدة أقسام.
• مساعدة الطفل (Child Benefit) وهي يتمحور عملها على كسوة الطفل من أول يوم يولد فيه إلى أن يصبح قادراً على الاعتماد على نفسهِ، أي سن البلوغ (سن 18).
• بداية عتبة جديدة (threshold) وهي متخصص في حل مشاكل المستأجر من المؤجر وهي تقوم بحل مشاكل المستأجر مع المؤجر وتقدم خدمة المساعدة في حال قام المأجر بإيذاء المستأجر.
• العلاقات العامة (PRTB) محكمة ومؤسسة مخصصة أيضاً لحل مشاكل المستأجر في حال ضيق الخناق المؤجر على المستأجر ولا يحق لهُ في حال قام بقطع الغاز أو الكهرباء أو المياه بينما المياه في جمهورية أيرلندا مجاناً لكن في سنة 2014 م قررت الحكومة الإيرلندية أن يدفع المواطنون كل سنة مبلغ مالي بينما هي غنية ومن ضمن ثرواتها الطبيعية هي مياه الأمطار والصقيع إلخ.
• حرية الصحافة، يحق لكل فرد التعبير عن رأيهِ من غير أي ضغط سلطوي من قبل الحكومة.
• المستوصف الصحي، (jb) وهو عملهُ الكشف عن المرضى ويوجد في كل منطقة من مناطق العاصمة الإيرلندية دبلن وبكل مدنها ومحافظاتها يوجد مستوصف صحي للكشف عن المرضى المصابين بالإنفلونزا الموسمية إلخ.
• البطاقة الطبية، (Medical Card) وهي بطاقة طبية وظيفتها مساعدة المريض في كشفهُ عند الطبيب وعند المستوصف الصحي أعلاه وفي ذلك المشفى والعمل والدراسة إلخ.
• مساعدة الشراء (finance and installment) وهي التمويل والتقسيط يحق لك فرد الشراء بالتقسيط وفي حال كان لديه جواز أيرلندي يسهل عليهِ الكثير من الأمور إلخ.
• حماية قاعدة البيانات (Database Protcation) ووظيفتها حماية بيانات المواطن من السرقة.
• بنك المركزي الإيرلندي (bank of Ireland) وهو البنك المركزي الإيرلندي وهو لديهِ فروع عدة وكثيرة في أرجاء الجمهورية الإيرلندية ويقدم مساعدات مريحة وعدة للزبون ومقرهُ الرئيسي وسط العاصمة الإيرلندية مركز المدينة.

## وصلات خارجية
- تصفح أيرلندا نسخة محفوظة 8 يونيو 2016 على موقع واي باك مشين.
- موقع الكلية الملكية للجراحين في أيرلندا

لا توجد روابط لمواقع التواصل الاجتماعي.